# Arheološko nalazište
Arheološko nalazište je mjesto na kojemu postoji veća količina izrađevina, ekofakata i tvorevina iz prošlosti. Na osnovu njih moguće je proučavanje načina života, razvoja kulture i civilizacije čovjeka još od starijeg kamenog doba preko prapovijesti, antike te sve do ranog srednjeg vijeka. Na istaknutom mjestu među arheološkim nalazištima su naselja kao predstavnici materijalne i duhovne kulture nekog razdoblja te grobovi uz kojih je moguće upoznavanje duhovnih nazora i društvenih prilika ranih zajednica.